# Campeprosopa flavipes
Campeprosopa flavipes är en tvåvingeart som beskrevs av Macquart 1850. Campeprosopa flavipes ingår i släktet Campeprosopa och familjen vapenflugor. Inga underarter finns listade i Catalogue of Life.